# Örökimádás templom (Budapest)
A Budapesti Örökimádás Oltáriszentség-templom egy budapesti műemlék templom.

## Történet
A Budapest IX. kerületi Üllői út 75–77. szám alatt fekvő épület építtetője a magyar Oltáregyesület volt, amely 1858-ban alakult meg külföldi példára, és fő célja az Oltáriszentség imádása volt. Az épületet a tragikus sorsú Wittelsbach Erzsébet magyar királyné emlékére is emelték, így nemzeti szempontból is jelentős kegyhely. A templom telkét 1903-ban vásárolták meg, és 1904–1908-ban épült maga a templom Aigner Sándor tervei szerint neogótikus stílusban. A templom alapkőletételénél I. Ferenc József magyar király személyes jelenlétében Samassa József egri érsek tette le a templom alapkövét. Az épületegyüttest 1908-ban szentelte fel Kohl Medárd püspök. Mind a második világháborúban, Budapest ostroma során, mind az 1956-os forradalomban súlyos károkat szenvedett az épület, rekonstrukcióját a 2000-es évek elején kezdték meg.

## Az épület
A templom homlokzata és tornya faragott sóskúti mészkőből épült. A bejárat felett egy domborműben titulusa, az Oltáriszentség kifaragott képe látható két adoráló angyallal. E fölött a kórust is megvilágító szépen megmunkált rozettát helyeztek el. A bejárat két oldalán díszes szoborfülkékben Ferenc József és Erzsébet királyné védőszentjei láthatók: Assisi Szent Ferenc szerzetesruhában és Árpád-házi Szent Erzsébet legendás rózsáival. A homlokzaton a bejárat felett húsz méter magasságban egy körgaléria húzódik, itt kezdődik a harangház, ahol valamikor négy harang is lakott. A galéria sarkai alól négy harangtorony indul ki.
Az előcsarnok két oldalán egy-egy nagyméretű kápolna van, előttük vasrács húzódik. A jobb oldaliban volt Erzsébet királyné szobra, amely a háborúban elpusztult. A kápolna művészi felépítésű oltárának kegyképe a mindenkor Segítő Szűzanya, előtte egy márványlap alatti kriptában nyugszik a templomépíttető szentéletű Kánter Károly valamint őrgróf Pallavicini Edéné és családja. A bal oldali oltárfülke a Szent Kereszt-kápolna.
Az üvegajtón át belépve a templom hajójába a gótikus ívek alatt a szem rögtön az oltár felé tekint és a magasan elhelyezett Oltáriszentséget látja. A két mellékhajó fölött karzatok emelkednek. A szentélynél a karzatok beüvegezett oratóriumban végződnek, ahol valamikor az apácák és az oltáregyleti hölgyek foglaltak helyet. A tágas sekrestye a bal oldali oratórium alatt helyezkedik el. A szentély jobb oldalán lévő ajtón át a Szent József-kápolnába jutunk, melynek művészi márványoltárát a szent szobrával Kisfaludi Strobl Zsigmond faragta.
A 9 méter magas főoltár Ferenc József ajándéka, pusicei karszti márványból készült. A tabernákulum felett négy méter magasságban baldachin alatt az Oltáriszentséget helyezték el, e fölött pedig gótikus torony tetején a kereszt. Az oltárépítmény két oldalán nemesen faragott imádkozó angyalok állnak, kissé lejjebb Trinchieri szobrász két éneklő és két zenélő angyala. Magát az oltárépítményt Seenger Béla budapesti kőfaragó készítette. Az oltár két oldalán nagyméretű díszes kandeláberek fénye is hozzájárul az emelkedett hangulathoz. A főoltárral szemben, attól nagyobb távolságra helyezték el a szembemiséző oltárt. Tőle balra a karszti márványból készült szószék látható.
Az oldalsó ablakok bordázatát a pirogránit rozettákkal a pécsi Zsolnay gyár készítette. Az eredeti Róth Miksa-féle üvegképek a háborúban elpusztultak. A szentély öt keskeny üvegablaka Pituk József Viktorián műve, 1957–1960 között készült. Valamennyi képe az Oltáriszentséggel kapcsolatos bibliai jelenetet ábrázol. A tölgyfából készült padok díszesen megmunkáltak.
A kóruson gótikus fakeretben Rieger Ottó budapesti gyárában készült kétmanuálos, 28 regiszteres orgona látható.
A zárda és az oltáregyesületi székház épülete jelenleg lakóház, a templomhoz tartózó helyiségekben az Oltáregyesület helyiségei, közösségi terem, iroda kapott helyet.

## Képtár

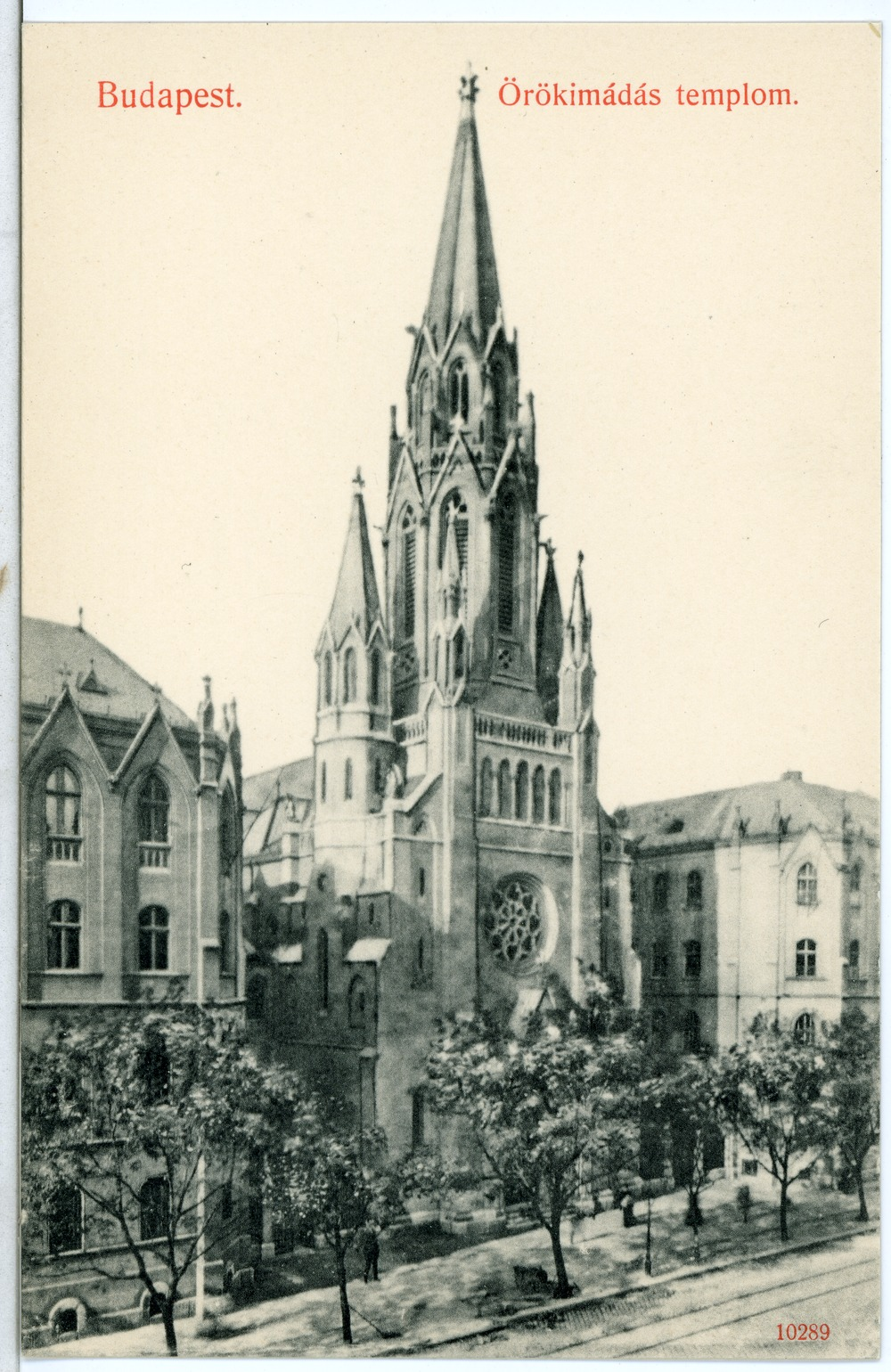
A templom egy 20. század eleji képeslapon
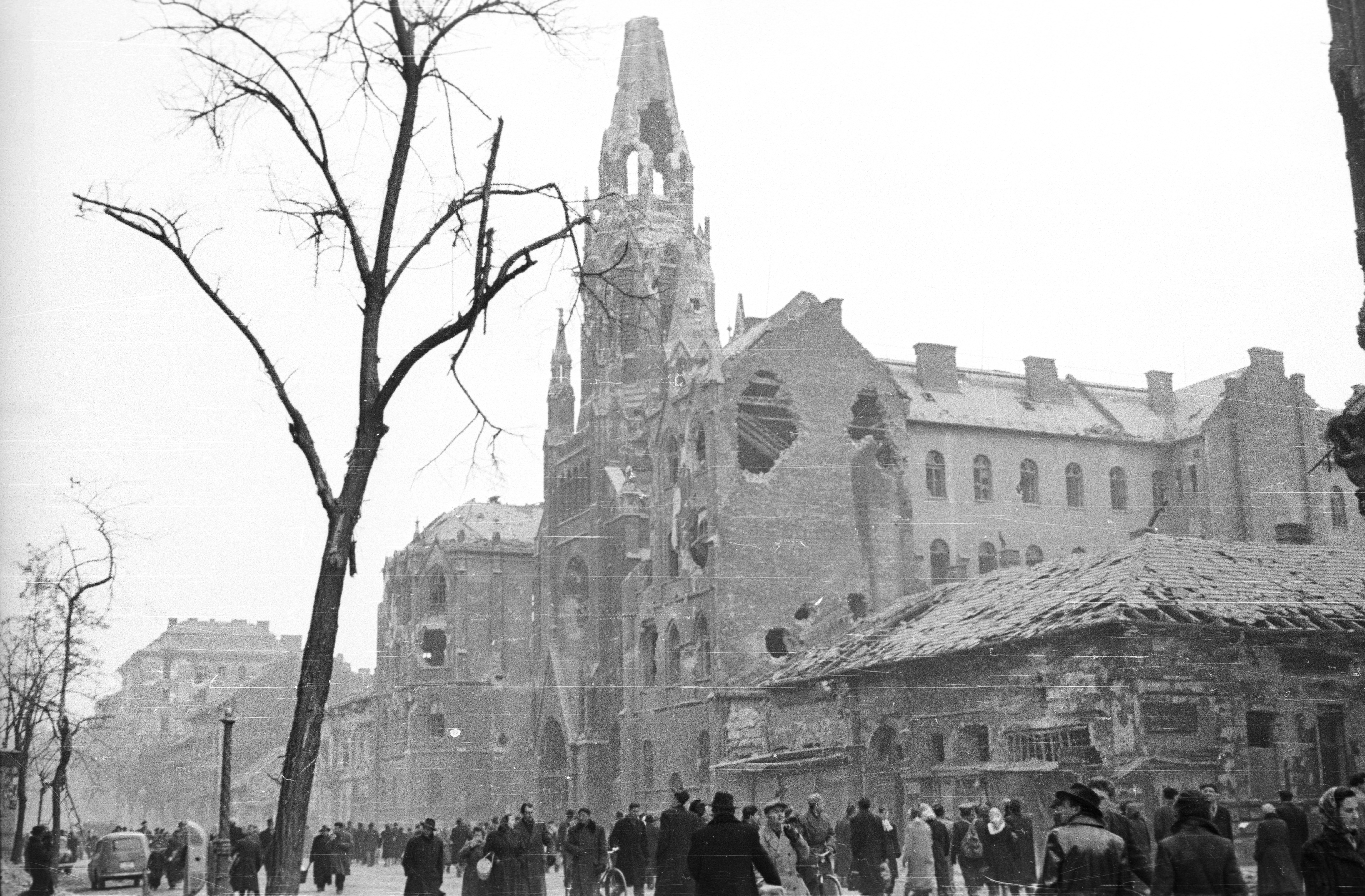
Fénykép az 1956-os forradalomban megsérült épületről
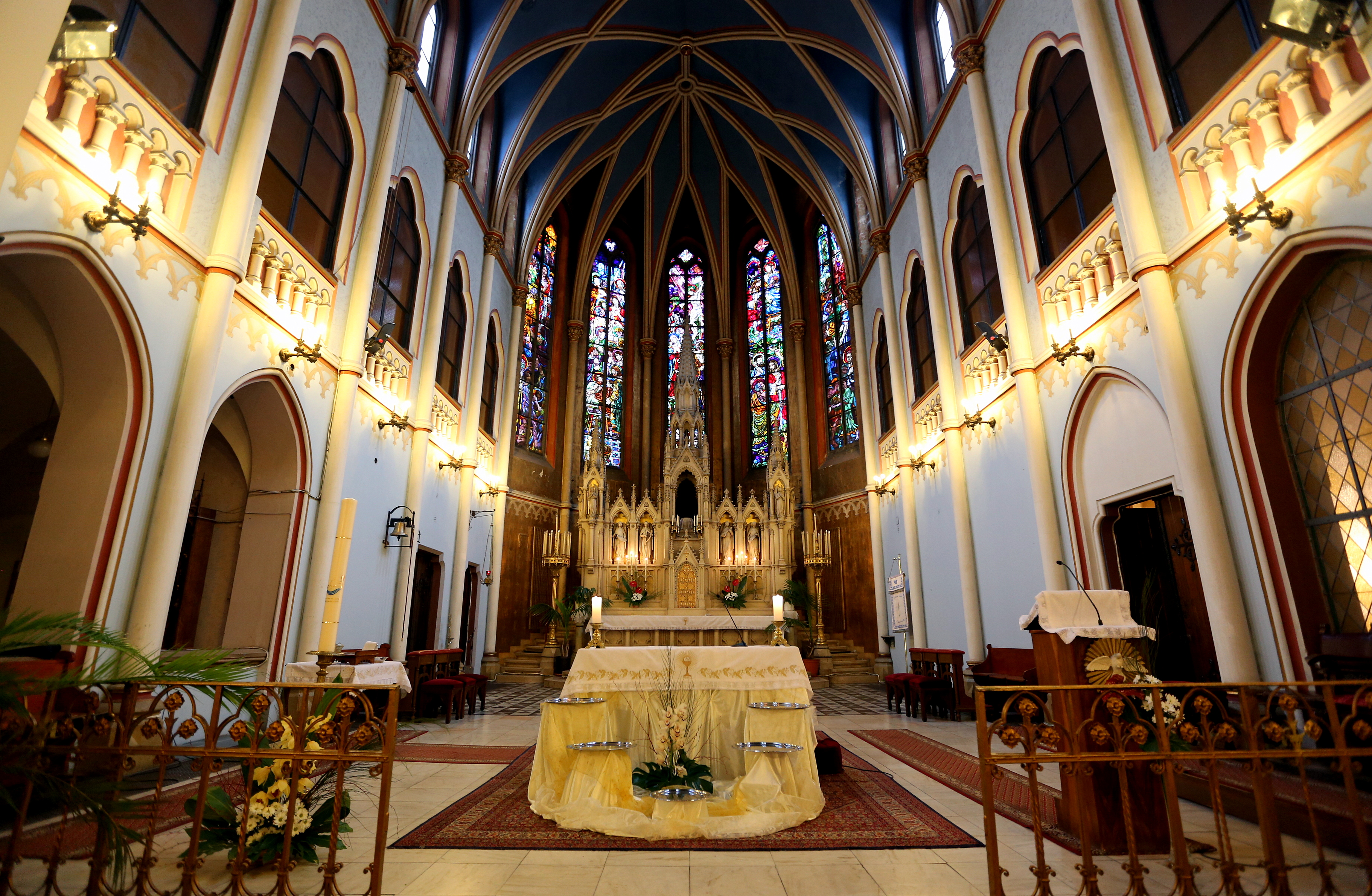
Belső tér
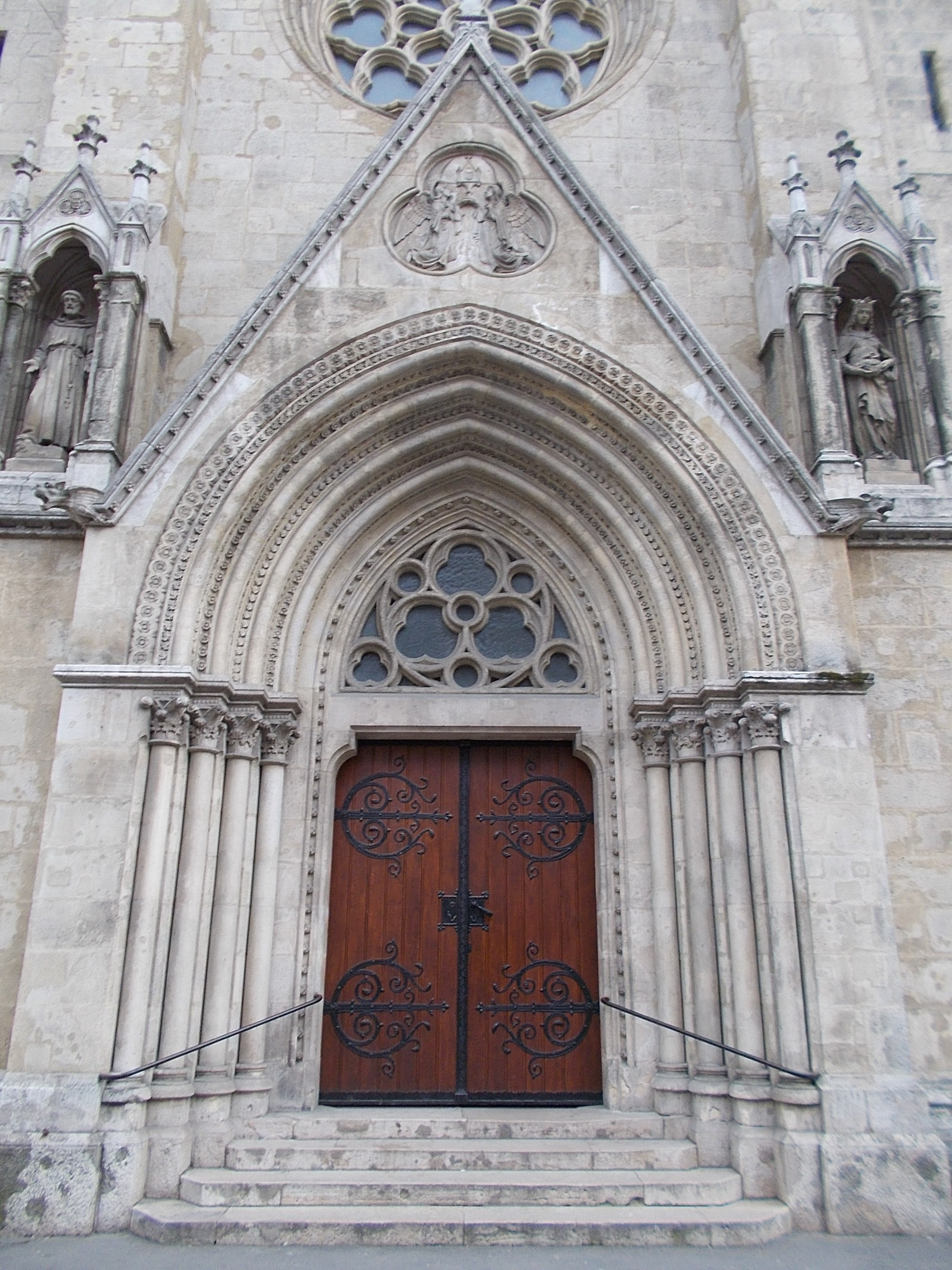
Főkapu
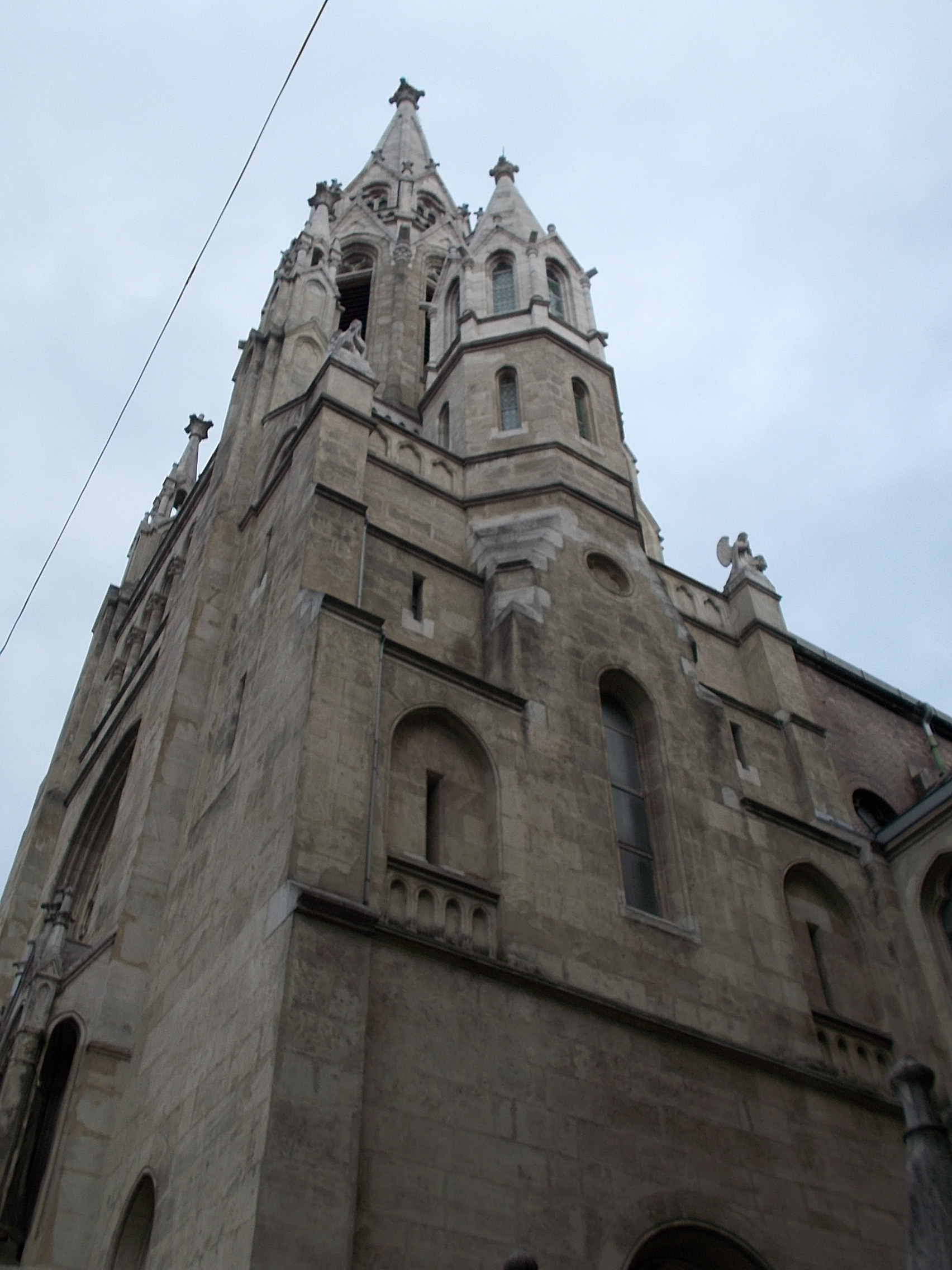
Az épület sarka
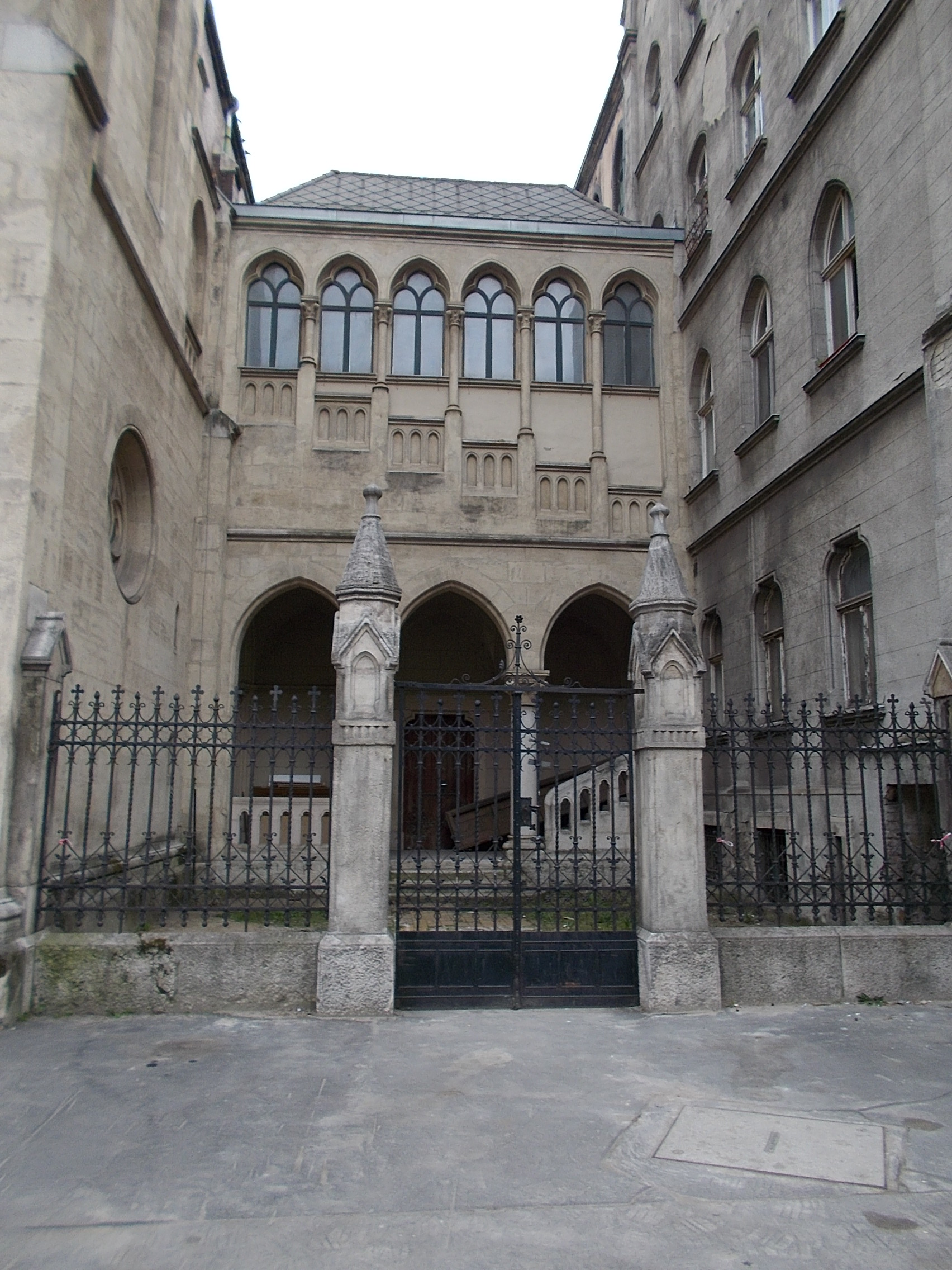
Udvarrészlet
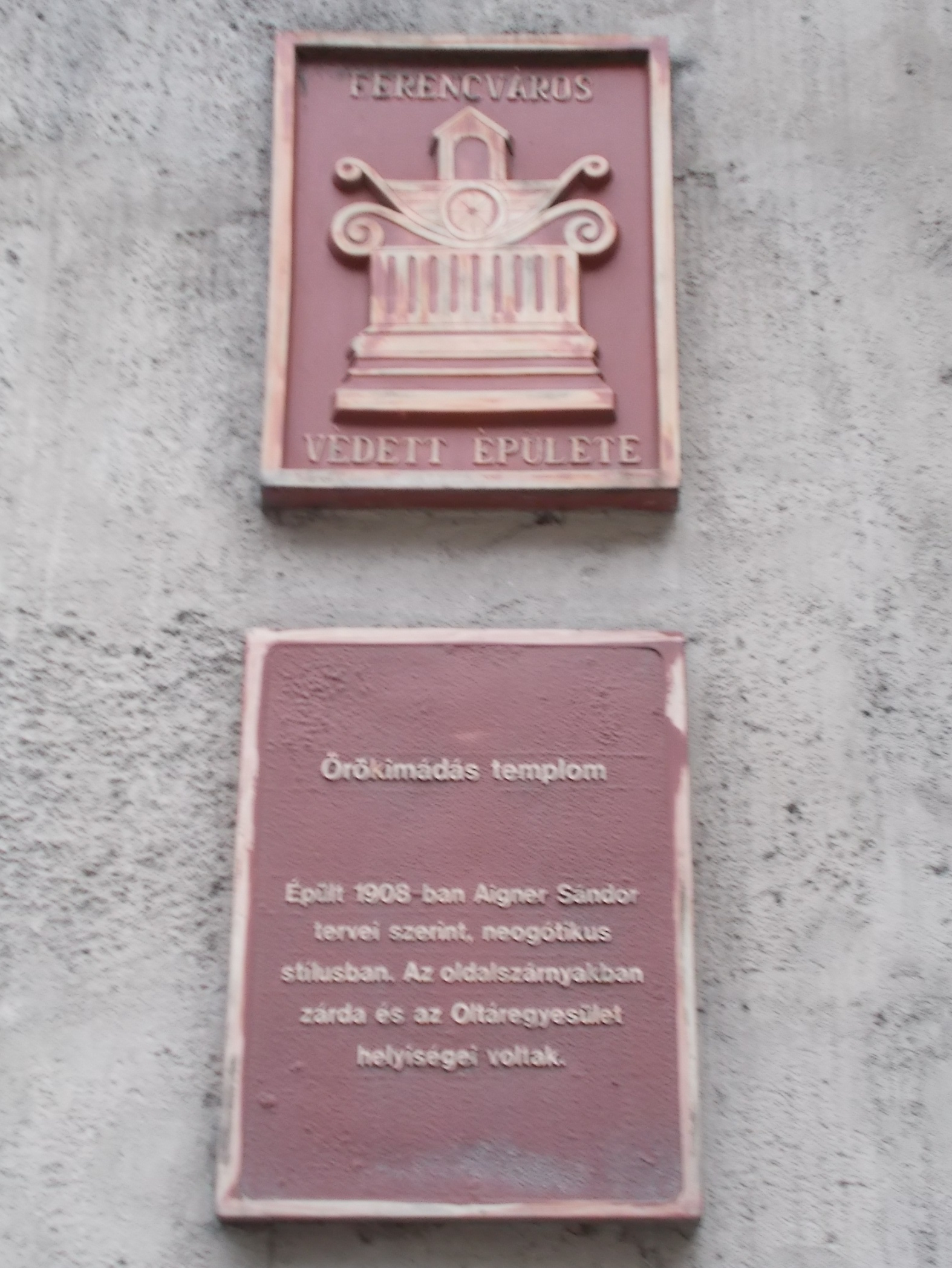
Műemléki védettségét jelző tábla